# César Desgraz
César Louis François Desgraz, né le 28 août 1816 à Smyrne et mort le 22 mars 1865 à Toulon, est un navigateur et ingénieur de marine français.

## Biographie
Desgarz est essentiellement connu pour sa participation comme secrétaire particulier de Jules Dumont d'Urville lors de son expédition en Antarctique et en Océanie de 1837 à 1840. Après ce voyage, il entre dans l’administration de la Marine nationale. Commis de marine (1841), aide-commissaire (1847), sous-commissaire (1850), commissaire-adjoint (1854), il est nommé commissaire en 1858.
Il est l'auteur avec Clément Adrien Vincendon-Dumoulin des récits Les Marquises ou Nouka-Hiva (1843) et Îles Taïti. Esquisse historique et géographique (1844).
Un cap de Nouvelle-Calédonie porte son nom (ou Dua i Pula en nengone),.
Il est fait chevalier (26 avril 1846) puis officier de la Légion d'honneur le 12 août 1860.
Jules Verne le mentionne dans son roman L'Île à hélice (partie 1, chapitre XI).